# Ziniaré
Ziniaré – miasto w centralnej części Burkina Faso. Jest stolicą prowincji Oubritenga i regionu Plateau-Central.